# Bianca és Fernando
A Bianca és Fernando Vincenzo Bellini 1826. május 30-án Nápolyban bemutatott kétfelvonásos operája.

## Az opera története
Bellini második operáját eredetileg Ferdinándnak, Calabria hercegének, a nápolyi trón várományosának a születésnapjára komponálta. A bemutató tervezett időpontja január 12-én lett volna. A címet Bianca és Fernandóról, Bianca és Gernandóra tervezték változtatni, így kerülve el, hogy a közönség Ferdinánd herceget azonosítsa a darab férfi főszereplőjével. Azonban I. Ferdinánd váratlan halála miatt az előadást lefújták. Így a bemutató csaknem öt hónapot késett. Mikor végre színre került, a Bianca és Fernando vegyes fogadtatásban részesült. Donizetti jelen volt a premieren és elismeréssel írt a darabról, míg a kritikusok egy része elmarasztaló volt.
A darab mindenesetre hírnevet szerzett Bellininek. Mi sem bizonyítja ezt jobban, mint az a tény, hogy a genovai Carlo Fenice Operaház átépítése utáni újra megnyitása alkalmából Bellini is felkérést kapott egy opera komponálására. A rendelkezésére álló idő azonban túl kevésnek bizonyult egy új opera írására, így a zeneszerző végül úgy döntött, hogy a Bianca és Fernandót dolgozza át az operaház számára. A történetet és a szöveget Felice Romani írta át (az opera szövegkönyvét eredetileg a nápolyi udvari költő Domenico Gilardoni írta). Az új változat összesen tizenkét fontosabb részletben különbözik egymástól, de jelentős különbségek csak a zenei anyagban vannak, a két változat tartalma nagyjából megegyezik.
Fernando szólama egy igen jó készségekkel rendelkező tenoristát igényel, míg Biancaó egy virtuóz koloratúrszopránt. Ez is szerepet játszik benne, hogy ma már csak alkalomszerűen adják elő a darabot.

## Az opera szereplői
| Szereplő                                     | Hangfekvés       |
| -------------------------------------------- | ---------------- |
| Bianca, Agrigento elűzött hercegének a lánya | koloratúrszoprán |
| Fernando, a testvére                         | tenor            |
| Carlo, Agrigento elűzött hercege             | basszus          |
| Filippo, a hercegség zsarnok helytartója     | bariton          |
| Clemente, öreg hűbéres                       | basszus          |
| Uggero, Ferando bizalmasa                    | tenor            |
| Eloisa                                       | szoprán          |

- Történik: Agrigento hercegségben a XIX. században.

## Az opera cselekménye

### I. felvonás
Fernando híveivel, Adolfo álnéven visszatér szülőföldjére. Filippo még Fernando gyermekkorában puccsal szerezte meg a hatalmat: az öreg herceget bebörtönözte, a gyermek trónörököst pedig száműzte. Bianca a hercegségben maradhatott, férjhez is ment, de gyermekével hamar megözvegyült. Most a hercegség névleges régense, de Filippo beleegyezése nélkül semmit sem tehet és nemsokára oltár elé kell állnia a trónbitorlóval, hogy annak engedélye nélkül ne hagyhassa el a hercegség területét. Clemente, az öreg hűbéres felismeri Fernandot, de megfogadja, hogy nem fogja fel fedni kilétét. Fernando ezután váratlanul összefut Filippoval, aki gyanakodni kezd. De Fernando hamar feltalálja magát: előadja, hogy a régi uralkodó fia (vagyis Fernando) meghalt és ő most azért van itt, hogy felajánlja szolgálatait Agrigento új hercegének. A helytartó nagyon megörül a hírnek és pártfogásába veszi Fernandot. Elhatározza, hogy miután közölte vele fia halálát, az öreg herceget megöleti.
Ekkor lép színre Bianca udvartartása kíséretében. A hercegnő elhatározta, hogy a nyugalom kedvéért és mert mást úgy sem igen tehet elfogadja Filippo házassági ajánlatát. A helytartó ezután bemutatja neki Adolfo néven Fernandot. Bianca hamar felismeri az idegenben fivérét, de Fernando kitér a kérdései elől.

### II. felvonás
Fernandót Bianca kéreti, hogy jelenjen meg előtte. De ő előbb Filippóval akar leszámolni. A gyanútlan Filippo felfedi előtte, hogy bár az öreg herceget mindenki halottnak hiszi, még életben van. A börtönben sínylődő öregembert most készül megöletni, és Adolfo-Fernandót bízza meg azzal, hogy közölje vele a hírt, miszerint fia meghalt és Bianca feleségül fog menni hozzá.
Fernando ezután rögtön testvéréhez siet. Felfedi előtte kilétét és megfeddi, amiért hajlandó Filippo felesége lenni. Bianca elmondja neki, hogy eddig ellenállt a férfi követelésének, de apját holtnak, bátyját elveszettnek hitte, így nem látott más lehetőséget, minthogy elfogadja Filippo ajánlatát. A testvérek kibékülnek, és most már közösen tervelik ki a Filippo elleni bosszút. Fernando férfi ruhába öltözteti Biancát, majd becsempészi őt Celmentével és Uggeróval együtt apjuk börtönébe. Filippo Bianca gyermekével érkezik a börtönbe. Mikor megtudja, hogy Adolfo valójában Ferrando, a gyermekre emeli tőrét, de Uggero kicsavarja azt a kezéből. Közben a herceg hívei felkelést szították az utcákon és leverték Filippo katonáit. Filippót halálra ítélik, az öreg herceg és gyermekei pedig visszahelyeztetnek jogaikba.
- Megjegyzés: az opera első változatában Filippo még Fernandot akarja leszúrni, de Bianca közbelép.

## Hangfelvételek
Bianca – Young ok Sin, Fernando – Gregory Kunde, Carlo – Aurio Tomicich, Filippo – Haijing Fu, Clemente – Armadno Caforio, Viscardo – Sonia Nigoghossian, Uggero – Walter Coppola, Eloisa – Emil Manhart. Közreműködik: a cataniai Teatro Massimo Bellini ének- és zenekara. Vezényel: Andrea Licata. A felvétel ideje és helye: Catania, Festival Belliniana 1991. szeptember 26 – október 6. közötti élő előadásainak montázsfelvétele. Kiadás: Nouva Era 7076/77 2 CD Stereo DDD